# فيصل نسيم
فيصل نسيم هو سياسي مالديفي، ولد في 20 يوليو 1973 في فونادو في المالديف. نشط حزبياً في الحزب الجمهوري. وقد انتخب نائب رئيس المالديف (17 نوفمبر 2018 – ).